# Cantone di Saint-Sulpice-les-Champs
Il Cantone di Saint-Sulpice-les-Champs era una divisione amministrativa dell'arrondissement di Aubusson.
A seguito della riforma approvata con decreto del 17 febbraio 2014, che ha avuto attuazione dopo le elezioni dipartimentali del 2015, è stato soppresso.

## Composizione
Comprendeva i comuni di:
- Ars
- Banize
- Chamberaud
- Chavanat
- Le Donzeil
- Fransèches
- Sous-Parsat
- Saint-Avit-le-Pauvre
- Saint-Martial-le-Mont
- Saint-Michel-de-Veisse
- Saint-Sulpice-les-Champs